# Morovnik
Koordinati:   44°26′01″N, 14°44′06″E
Morovnik je majhen nenaseljen otoček v Jadranskem morju. Pripada Hrvaški.
Morovnik leži na začetku Olipskega kanala severozahodno od otoka Olib, od katerega je oddaljen okoli 2 km. Otoček, na katerem stoji svetilnik, ima površino 0,201 km². Dolžina obalnega pasu je 1,82 km. Morovnik je nizek otoček, saj najvišji vrh  doseže le 7 mnm.
Iz pomorske karte je razvidno, da svetilnik, ki stoji na zahodni obali otoka oddaja svetlobni signal: Z Bl 5s. Nazivni domet svetilnika je 5 milj.